# Hypnotize (singel av System of a Down)
Hypnotize är en singel från 2005 av den amerikanska metalgruppen System of a Down. Låten benämner bland annat protesterna på Himmelska fridens torg, som ägde rum år 1989. Detta märks tydligt i låttexten där följande mening finns: "Why don't you ask the kids at Tiananmen Square 'was fashion the reason why they were there?'". Refrängen till låten ("I'm just sitting in my car and waiting for my girl") har inget budskap utan skrevs av Daron då han satt i sin bil och väntade på sin flickvän. Musikvideon till låten spelades in den 28 september 2005 i Van Andel-arenan i Grand Rapids, Michigan.
"Hypnotize" finns med i spelet Rock Band 3 och låten kom på plats 142 på Y2KROQ Top 200 Songs of the Century.

## Låtlista
Alla låtar är skrivna och komponerade av System of a Down, om inte annat anges. 
| Nr | Titel                  | Längd |
| -- | ---------------------- | ----- |
| 1. | Hypnotize              | 3:09  |
| 2. | Science (Live-version) | 2:38  |

| 1. | Hypnotize              | 3:09 |
| 2. | Science (Live-version) | 2:38 |

| 1. | Hypnotize               | 3:09 |
| 2. | Mr. Jack (Live-version) | 7:13 |
| 3. | War? (Live-version)     | 3:58 |

| 1. | Hypnotize | 3:09 |

| 1. | Hypnotize             | 3:09 |
| 2. | Forest (Live-version) | 4:05 |